# Jan Twardowski
Jan Twardowski, poljski rimskokatoliški duhovnik in pesnik, * 1. junij 1915, Varšava, † 18. januar 2006, Varšava.

## Dela
- zbirke:

- Andersenova vrnitev
- Znaki zaupanja
- Modra očala